# Saruba Colley

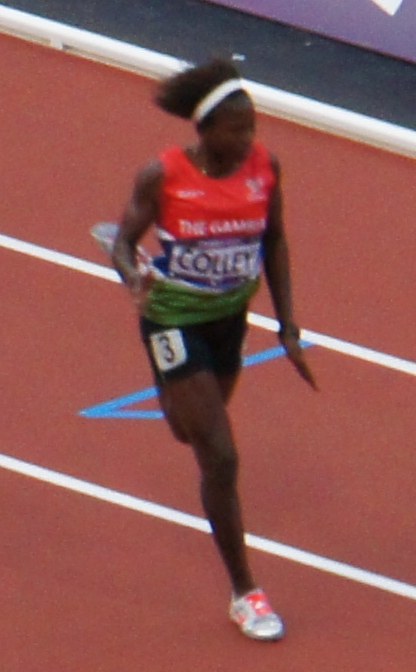
Saruba Colley tại Thế vận hội mùa hè 2012

Saruba Colley (sinh ngày 5 tháng 2 năm 1989 tại Sibanor) là một vận động viên chạy nước rút của Gambia. Cô đã tham gia cuộc thi 100 mét tại Thế vận hội Mùa hè 2012; cô đã chạy vòng sơ khảo sau 12,21 giây, đủ điều kiện tham gia Vòng 1 và Vòng 1 sau 12,06 giây, lập kỷ lục quốc gia Gambia nhưng không đủ điều kiện cho cô vào bán kết.